# امرکینگن
امرکینگن (به آلمانی: Emerkingen) یک شهر در آلمان است که در الب-دانو-کریس واقع شده‌است. امرکینگن ۸۳۱ نفر جمعیت دارد.